# (16202) Srivastava
Pour l’article homonyme, voir Srivastava.
(16202) Srivastava est un astéroïde de la ceinture principale.

## Description
(16202) Srivastava est un astéroïde de la ceinture principale. Il fut découvert le 2 février 2000 à Socorro (Nouveau-Mexique) par le projet LINEAR. Il présente une orbite caractérisée par un demi-grand axe de 2,41 UA, une excentricité de 0,16 et une inclinaison de 2,4° par rapport à l'écliptique.

## Compléments